# Jan Miklošek
Jan Miklošek (1. února 1916 Diosek – 15. září 1941 Andervenne) byl československý pilot 311. československé bombardovací perutě.

## Život

### Před druhou světovou válkou
Jan Miklošek se narodil 1. února 1916 v Dioseku (dnes Sládkovičovo) v rodině zámečníka Jana Mikloška, původem Moraváka, a jeho druhé ženy zámecké služky Márie, rozené Čambálové, ovdovělé Szilágyiové, jako jedno z jejich dvou dětí. V rodném městě absolvoval obecnou školu, poté v Senci školu měšťanskou. Mezi lety 1934 a 1936 absolvoval armádní pilotní školu v Prostějově, poté sloužil na letišti Tri Duby.

### Druhá světová válka
Po rozpadu Československa připadl jeho rodný Diosek Maďarsku a Jan Miklošek jako armádní pilot zůstal na Slovensku ponechaném území. Jako jeden ze strůjců odhaleného nelegálního úletu byl nějaký čas uvězněn, poté jako syn Moraváka získal od slovenských úřadů povolení k vycestování do Království Jugoslávie. Do Bělehradu přicestoval 8. září 1939, odtud přes Střední východ pokračoval do Francie, kde byl 13. ledna 1940 v Marseille prezentován u zde vznikající Československé armády v zahraničí. Po pádu Francie v červnu 1940 se evakuoval do Spojeného království. Zde byl přijat do Royal Air Force a zařazen k 311. československé bombardovací peruti. Dne 15. září téhož roku se jako druhý pilot zúčastnil bombardování ponorkových doků v Hamburku ve stroji Vickers Wellington Mk.Ic R1015 KX-L pod velením Viléma Soukupa. Během zpátečního letu byl letoun sestřelen u vesnice Andervenne, žádný z členů posádky nepřežil. Všichni byli pohřbeni v nedalekém Lingenu, po skončení druhé světové války byl jejich ostatky přeneseny do společného hrobu na lesním válečném hřbitově v Reichswalde u Kleve.

## Ocenění

### Vyznamenání
- Československá medaile Za chrabrost před nepřítelem

### Posmrtná ocenění
- Jan Miklošek byl v roce 1947 in memoriam povýšen do hodnosti štábního rotmistra a v roce 1991 do hodnosti plukovníka
- V roce 2010 byla v jeho rodném Sládkovičově na budově starého kulturního domu Janu Mikloškovi odhalena pamětní deska[1]